# Xã Massie, Quận Warren, Ohio
Xã Massie (tiếng Anh: Massie Township) là một xã thuộc quận Warren, tiểu bang Ohio, Hoa Kỳ. Năm 2010, dân số của xã này là 1.141 người.